# Mollans
Mollans település Franciaországban, Haute-Saône megyében. Lakosainak száma 236 fő (2022. január 1.). Mollans Amblans-et-Velotte, Arpenans, Genevreuille, Liévans, Montjustin-et-Velotte, Pomoy és Vy-lès-Lure községekkel határos.

## Népesség
A település népességének változása:
| Lakosok száma | 249  | 241  | 240  | 234  | 230  | 228  | 227  | 227  | 236  |
|               | 2013 | 2015 | 2016 | 2017 | 2018 | 2019 | 2020 | 2021 | 2022 |